# Grallaria haplonota
Grallaria haplonota е вид птица от семейство Grallariidae.

## Разпространение
Видът е разпространен във Венецуела, Еквадор, Колумбия и Перу.